# أوغوستو سانشيز
أوجوستو سانشيز باريجوت (بالإنجليزية: Augusto Sánchez Beriguete)‏ هو لاعب دراجة، ولد في 19 ديسمبر 1983 في باراهونا.

## روابط خارجية
- أوغوستو سانشيز على موقع الاتحاد الدولي للدراجات (الإنجليزية)
- أوغوستو سانشيز على موقع أرشيف الدراجات (الإنجليزية)
- أوغوستو سانشيز على موقع إحصائيات الدراجات الإحترافية (الإنجليزية)
- أوغوستو سانشيز على موقع نسبة الدراجات (الإنجليزية)